# Plavnik
Otok Plavnik är en ö i Kroatien.   Den ligger i länet Gorski kotar, i den västra delen av landet, 150 km sydväst om huvudstaden Zagreb. Arean är 8,6 kvadratkilometer.
Terrängen på Otok Plavnik är lite kuperad. Öns högsta punkt är 182 meter över havet. Den sträcker sig 3,9 kilometer i nord-sydlig riktning, och 5,5 kilometer i öst-västlig riktning.